# Mirosław Żórawski
Mirosław Żórawski (ur. 14 maja 1964) – polski zawodnik, sędzia i trener rugby.

## Życiorys
Żórawski początkowo trenował lekkoatletykę w ŁKS Łódź. W 1980 rozpoczął trenowanie rugby w Budowlanych Łódź. W tym samym roku wziął udział w Mistrzostwach Polski Juniorów, jednak nie uczestnicząc w żadnym z meczów. Pod koniec roku dołączył do seniorskiej drużyny rezerw Budowlanych, grającej w II lidze. W 1981 zadebiutował w I lidze i został powołany do reprezentacji Polski juniorów. Od tego momentu był powoływany zarówno do reprezentacji Polski rugby seniorów i juniorów. Po kontuzji na turnieju w Moskwie w 1986 zakończył karierę reprezentacyjną i skupił się na grze w drużynie Budowlanych Łódź oraz zaangażował się w pracę trenerską, początkowo trenując kadetów. W latach 1989–1997 był grającym trenerem Budowlanych Łódź. Od 1992 prowadził również kadrę narodową rugby juniorów, a następnie również kadetów i kadrę wojewódzką. W 1997 został sędzią rugby – sędziował również mecze międzynarodowe. W 2008 zrezygnował ze szkolenia młodzieży i sędziowania i podjął się prowadzenia zespołu Rugby Łódź, który prowadził do 2013. W 2013 został dyrektorem sportowym zespołu oraz trenerem rugby UKS SMS i wykładowcą Wyższej Szkoły Sportowej w Łodzi. Ponadto współpracował z trenerem Budowlanych – Przemysławem Szyburskim w treningu specjalistycznym zawodników.

## Sukcesy
W swojej karierze uczestniczył w zdobyciu 40-medali przez drużyny, w których pracował. Odpowiada jako trener rugby za największą liczbę sukcesów łódzkich drużyn seniorskich na arenie ogólnopolskiej.

### Kariera zawodnicza
- (x3) III miejsce mistrzostw Polski: 1989, 1990, 1992[3],
- (x1) Puchar Polski: 1992[1][3].

### Kariera trenerska
- (x2) Mistrzostwo Polski: 2009, 2010,
- (x2) Wicemistrzostwo Polski: 2011, 2012,
- (x4) III miejsce mistrzostw Polski: 1989, 1990, 1992, 2013[3],
- (x4) Puchar Polski: 1992, 2009, 2011, 2012[1][3].